# Ulrich IV. (Pfannberg)
Ulrich IV. von Pfannberg (* um 1260; † nach 1318) war Graf von Pfannberg.

## Leben
Ulrich war ein Sohn des Grafen Heinrich von Pfannberg und dessen Gattin Agnes von Plain.
1278 wird er erstmals, gemeinsam mit seinem älteren Bruder Hermann, in einer St. Pauler Urkunde namentlich erwähnt.
Nach Hermanns Tod 1287 fiel dessen gesamtes Eigentum Ulrich IV. zu, wobei Traberg (Unterdrauburg, Dravograd) im Besitz Elisabeths blieb, der Witwe Hermanns, einer geborenen Gräfin von Heunburg, da Ulrich immer in Geldverlegenheiten war und Elisabeth nicht abfinden konnte.
1287 oder Anfang 1288 heiratete Ulrich Margarete von Heunburg und bestätigte zu Bleiburg am Sonntag vor Christi Himmelfahrt, dass ihm sein Sweher (Schwiegervater) Graf Ulrich von Heunburg 1000 Mark Silber gewährt habe, die er Margarete als Heimsteuer gegeben habe, und dass er für sich und Margarete auf die Erbschaft hinsichtlich aller Güter des Grafen Ulrich und dessen Gemahlin Agnes verzichtet.
Diese Heirat hatte zur Folge, dass nach dem Aussterben des Mannsstammes der Heunburger 1322 ein bedeutender Teil ihrer Besitzungen auf das Haus Pfannberg überging.
Während Ulrichs IV. Großvater ein tatkräftiger Mann war, der seinem Geschlechte die Grafenwürde wieder beschaffte, und sein Vater Heinrich ein berühmter Ritter mit Führungsqualitäten, war er selbst den Chronisten kaum großer Erwähnungen wert. Ottokar aus der Gaal berichtet über ihn in seiner Steirischen Reimchronik nur, dass er 1291/92 an der Empörung der Steirer gegen Herzog Albrecht teilgenommen habe und dass er einer derjenigen gewesen sei, die an den Erzbischof Konrad von Salzburg geschickt wurden, um ihn zur Teilnahme an dem Aufstand zu bewegen. Er scheint sich nirgends durch besondere Tapferkeit hervorgetan zu haben. Und im Gegensatz zu seinen Voreltern, die mit der Geistlichkeit eher auf Kriegsfuß gestanden waren, war er gegenüber Klöstern und der Kirche höchst freigebig, was natürlich seine Geldnot verstärkte, die ihn zu Verpfändung und Verkauf fast aller seiner Güter trieb.
Im Jahr 1291 dürfte Ulrich Herzog Albrecht auf seinem unglücklichen Feldzug nach Ungarn begleitet haben.
Im Herbst dieses Jahres hatten in der Steiermark die Beratungen für den Aufstand des Landsberger Bundes begonnen, weil Herzog Albrecht den Ständen die Bestätigung ihrer Privilegien verweigert hatte. Eher war sein Schwiegervater der Motor dieser Umtriebe als er selbst, der ja diesbezüglich keine herausragende Rolle gespielt hat.
Übrigens war schon im März 1292 dieser Aufstand zusammengebrochen, nachdem das belagerte Bruck durch Herzog Albrecht entsetzt und Friedrich von Stubenberg, der Haupträdelsführer, gefangen genommen worden war.
Am Aufstand seines Schwiegervaters gegen den Kärntner Herzog Meinhard II. in den Jahren 1292 und 1293 nahm er nicht teil.
1292 sind Schenkungen der Pfannberger Ministerialen von Laz und Mordax an das Stift Rein verzeichnet.
Am 30. Mai 1292 zu Griffen verkaufte Graf Ulrich von Heunburg dem Abt Konrad von St. Paul um acht Mark Silber einen Hof, gelegen auf dem Rain neben Rakkonik (sicher der heutige Rainhof auf dem Herzogberg nö. St. Paul im Lavanttal; Rakkonik heute Raggane) und versprach, die Einwilligung Ulrichs von Pfannberg zu erwirken, dem das Obereigentumsrecht zustand. Die Pfannberger besaßen damals noch viele Güter östlich der Lavant: 1255 Puhelarn (Unterpichling am Ragglbach, gelangte später an St. Paul) und Entresdorf (Andersdorf bei St. Georgen), 1292 den Dachberg, Mühldorf, Lindhof und Götzendorf sowie Hundsdorf. Weiters auch die Vesten Rabenstein, Loschental und Lavamünd.
Am 21. Dezember 1292 starb Ulrichs Bruder Rainold, Abt von Rein. Dessen Tod machte ihm schwer zu schaffen, zumal auch sein Schwiegervater – samt Gemahlin – ab 1293 als Gefangener Herzog Albrechts nach Wiener Neustadt verbannt war. Vermutlich hat Ulrich von Pfannberg viele seiner Mittel für seine Schwiegereltern eingesetzt, jedenfalls war er immer in Geldnöten.
Am 5. Juli 1294 zu Judenburg verpfändeten Graf Ulrich und seine Frau Margarete dem Abt Heinrich von Admont ihre landesfürstlichen Lehen, die Burg St. Peter bei Leoben, zwei dort gelegene große Höfe in Tolnich (heute Tolling) und Welen und das Landgericht „von der Hohenwart und Chieneinöde bis zur Rinne von Roetenstein“ (Landgericht Leoben bis zur Kalten Rinne bei Röthelstein).
Graf Ulrich IV. von Pfannberg ist im Stift Rein begraben.

## Nachkommen
Ulrich IV. war verheiratet mit Margarete, Tochter von Graf Ulrich von Heunburg und Gräfin Agnes von Baden-Österreich; sie hatten folgende Kinder:
- Ulrich V. (* 1287; † 1354)
- Elisabeth (* 1290; † 1363), ⚭ vor 1332 Heinrich von Montpreis († vor 1363)